# Tiroler Kopf
Tiroler Kopf är en bergstopp i Österrike. Den ligger i distriktet Bludenz och förbundslandet Vorarlberg, på gränsen till Tyrolen, i den västra delen av landet. Toppen på Tiroler Kopf är 3 103 meter över havet. Tiroler Kopf ingår i Silvrettagruppen.
Den högsta punkten i närheten är Dreiländerspitze, 3 197 meter över havet, söder om Tiroler Kopf. Närmaste samhälle på Österrikes sida är Partenen, nordväst om Tiroler Kopf. 
Trakten runt Tiroler Kopf består i huvudsak av kala bergstoppar och isformationer.